# Bird Bluff
Das Bird Bluff ist ein Felsenkliff im westantarktischen Marie-Byrd-Land. An der Nordseite der Fosdick Mountains in den Ford Ranges liegt es 4 km östlich des Mount Colombo.
Kartierungen erfolgten während der United States Antarctic Service Expedition (1939–1941) und durch den United States Geological Survey anhand eigener Vermessungen und Luftaufnahmen der United States Navy aus den Jahren von 1959 bis 1965. Das Advisory Committee on Antarctic Names benannte es 1970 nach Commander Charles Felix Bird (* 1928), Meteorologe im Offiziersstab der Unterstützungseinheiten der US Navy in Antarktika im Jahr 1968.